# Peter Montgomery (Wasserballspieler)
Peter Guy Montgomery AM (* 6. Juli 1950 in Sydney) ist ein ehemaliger australischer Wasserballspieler und Sportfunktionär.

## Karriere
Peter Montgomery nahm 1972 in München an seinem ersten olympischen Wasserballturnier teil. Die australische Mannschaft belegte den 12. Rang, Montgomery warf gegen Kuba ein Tor. 1973 nahm Montgomery mit dem australischen Team an der ersten Weltmeisterschaft teil und belegte den 14. Platz. Zwei Jahre später wurden die Australier Elfte. Bei den Olympischen Spielen 1976 in Montreal belegten die Australier den elften Platz, sein einziges Turniertor erzielte Montgomery gegen den Iran. Vier Jahre später bei den Olympischen Spielen 1980 in Moskau gelang den Australiern in der Platzierungsrunde um die Ränge 7 bis 12 ein 5:4-Sieg gegen die italienische Mannschaft, den amtierenden Weltmeister. Durch diesen Sieg erreichten die Australier den siebten Platz. Montgomery erzielte insgesamt vier Treffer.
1982 bei der Weltmeisterschaft in Guayaquil belegten die Australier den elften Platz. Bei den Olympischen Spielen 1984 in Los Angeles erreichten die Australier in der Vorrunde den zweiten Platz hinter den Deutschen, aber vor den Italienern. Die Niederlage gegen die deutsche Mannschaft mussten die Australier in die Finalrunde mitnehmen, hinzu kamen ein Sieg, ein Unentschieden und zwei Niederlagen. Damit belegten die Australier den fünften Rang. Montgomery nahm als erster australischer Wasserballspieler an seinem vierten Olympiaturnier teil.
Insgesamt spielte Peter Montgomery in 441 Länderspielen für Australien. Hinter Andrew Kerr und Ray Mayers liegt er damit an dritter Stelle der australischen Rekordnationalspieler.
Auf Vereinsebene spielte er von 1968 an beim Universities Club, mit dem er neun australische Club-Meistertitel gewann. Mit der Mannschaft von New South Wales gewann er acht australische Staatsmeisterschaften.
Montgomery studierte Jura und wurde erfolgreicher Immobilienunternehmer. Daneben war er zunächst im australischen Wasserballverband als Schatzmeister und später als Vizepräsident aktiv. Ab 1984 war er für acht Jahre Sekretär des Technischen Komitees für Wasserball der FINA. Ab 1985 war er im Exekutivausschuss des Australian Olympic Committee, ab 2001 war er dort Vizepräsident. Montgomery gehörte zum Bewerbungsteam für die Olympischen Spiele 2000 in Sydney und dank seiner Hilfe gelang die Aufnahme von Frauen-Wasserball in das olympische Programm. Von 1995 bis 1999 war er Gründungspräsident der World Olympians Association.
Bereits 1986 wurde Montgomery mit der Medaille des Order of Australia ausgezeichnet. 2006 wurde er Mitglied des Ordens. 2001 erhielt Peter Montgomery den Olympischen Orden in Silber. 2009 gehörte er zu den ersten neun Mitgliedern der Hall of Fame des australischen Wasserballs. 2013 wurde er für seine Verdienste als Funktionär in die International Swimming Hall of Fame (ISHOF) aufgenommen.